# Мамуша

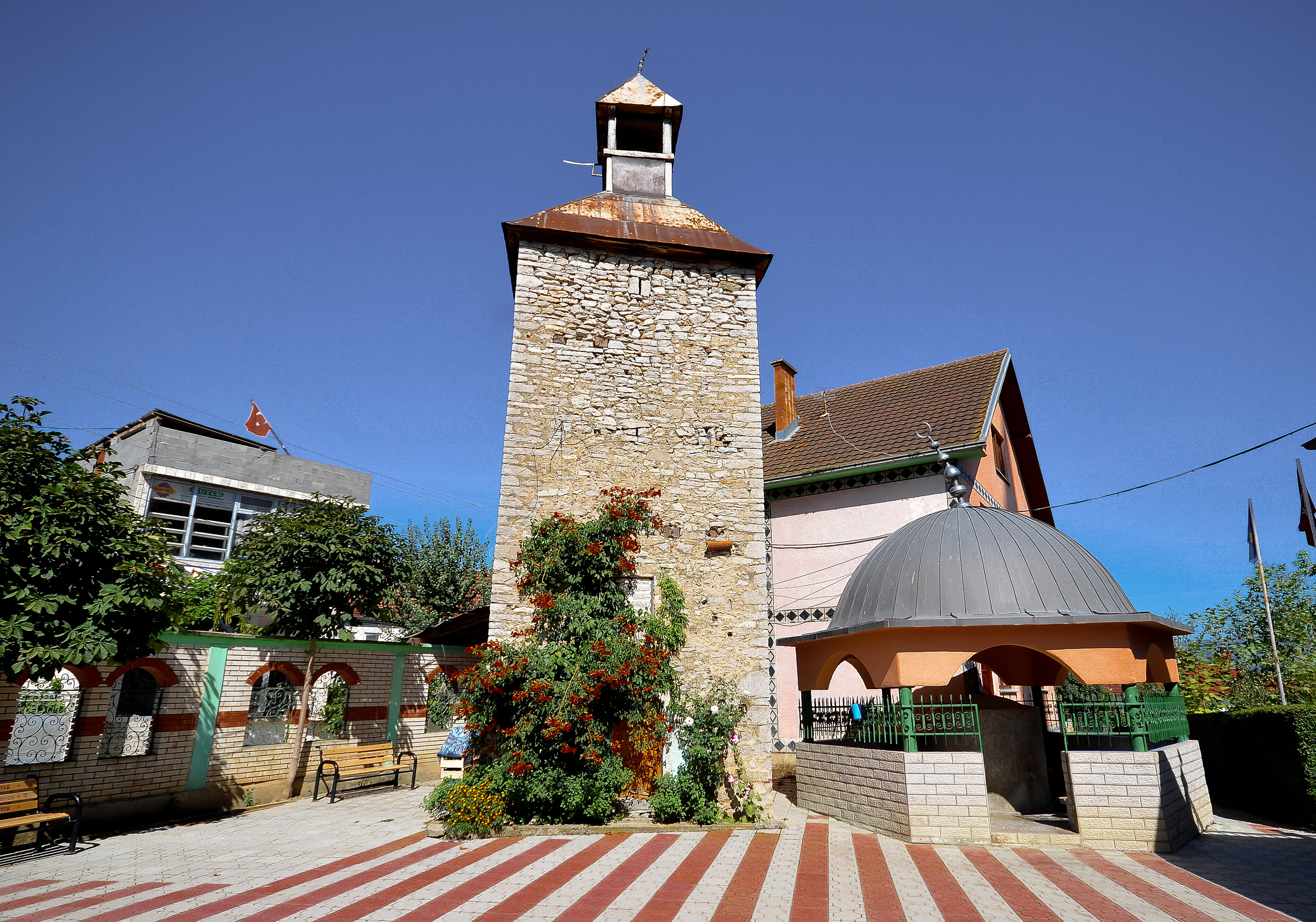
Часовая башня Махмуда-паши, Мамуша (2013)

Мамуша (алб. Mamushë или Mamusha; серб. Мамуша; тур. Mamuşa) — небольшой город в Косово, центр бедного сельскохозяйственного района. Населен по преимуществу турками (93,1%).

## Административная принадлежность
| Сербская позиция                                                                        | Албанская позиция                                             |
| --------------------------------------------------------------------------------------- | ------------------------------------------------------------- |
| входит в Призренский округ (Сербия) автономного края Косово и Метохия, в общину Призрен | входит в Призренский округ Республики Косово, в общину Мамуша |